# 头台乡
头台乡，是中华人民共和国新疆维吾尔自治区塔城地区乌苏市下辖的一个乡镇级行政单位。

## 行政区划
头台乡下辖以下地区：
头台一村、杨家庄子村、头台二村、榆树村、汪家庄子村、沙枣窝子一村、沙枣窝子二村和大泉村。